# Rask Mølle
Rask Mølle er en by i Østjylland med 1.130 indbyggere  (2024), beliggende 4 km nord for Uldum, 14 km syd for Brædstrup, 18 km vest for Horsens og 18 km nord for Hedensted. Byen hører til Hedensted Kommune og ligger i Region Midtjylland.
Byen ligger i Hvirring Sogn. Hvirring Kirke ligger i Hvirring, 4 km nordøst for Rask Mølle. 2 km nordvest for byen ligger Rask Hovedgård, der blev udstykket i 1921 og kun har 15,5 hektar jord tilbage.

## Faciliteter
Rask Mølle Skole har 493 elever, fordelt på 0.-9. klassetrin, samt en SFO. Rask Mølle Børneunivers består af børnehaven Skovstjernen, der er normeret til 47 børn i 3 grupper, og den aldersintegrerede daginstitution Søstjernen, der er normeret til 62 børn i børnehaven og 12 i vuggestuen.
Rask Mølle Hallerne benyttes bl.a. af HK 73 Rask Mølle Håndbold, Rask Mølle Fitness og Rask Mølle & Omegns Idrætsforening (ROI), der tilbyder badminton, fodbold, gymnastik, petanque og tennis. Rask Mølle Kro kan huse 150 gæster i en festsal til 120 personer og to stuer til 40 og 20 personer.
Byen har en Dagli'Brugs. Uldum og Rask Mølle har fælles vandværk, der ligger i Rask Mølle. Rask Mølle Borgerforening blev stiftet i 1895 og administrerer bl.a. byens flagallé.

## Historie
I 1800-tallet ernærede mange på egnen sig ved at lave træsko. Hvor Rask Mølle by ligger i dag, nævntes i 1879 kun "Rask Vandmølle". Den lå ved Møllebæk, og vejnavnet Mølletoften midt i byen minder stadig om den.

### Stationsbyen
Ved vandmøllen blev der anlagt station på Horsens-Tørring Banen, som blev indviet i 1891. I 1904 blev den nye stationsby beskrevet således: "Rask Mølle, Stationsby, med Vejr- og Dampmølle, Købmandshdl., Bageri, Kro, Jærnbane-og Telegrafst." Rask Hovedgaard havde 780 tønder land og et teglværk på skrænten ned mod den udtørrede Rasksø.
Horsens-Tørring Banen hed Horsens Vestbaner fra 1929. Her blev Rask Mølle Station jernbaneknudepunkt, da banen blev forlænget fra Tørring til Thyregod og fik en sidebane fra Rask Mølle over Nørre Snede til Ejstrupholm.
Befolkningsudviklingen i mellemkrigstiden og efter 2. verdenskrig var svag: i 1925 havde stationsbyen 245 indbyggere, i 1930 273, i 1935 251, i 1940 269, i 1945 278, i 1950 312, i 1955 329, i 1960 345 indbyggere og i 1965 449 indbyggere. I 1930, da byen havde 273 indbyggere, var sammensætningen efter erhverv: 28 levede af landbrug, 94 af industri og håndværk, 54 af handel, 37 af transport, 14 af immateriel virksomhed, 33 af husgerning, 13 var
ude af erhverv og ingen havde ikke angivet oplysninger.
Horsens Vestbaner indstillede persontrafikken i 1957 og blev helt nedlagt i 1962. Stationsbygningen er bevaret på Stationspladsen 9. Fra enden af Peter Hansens Vej er et stykke af banens tracé bevaret gennem skoven.

### Geværfabrikken
I 1994 gik Otterups geværfabrik Schultz & Larsen i betalingsstandsning, og Jørgen Nielsen købte produktionsapparatet, som blev flyttet til Rask Mølle og brugt i hans virksomhed Nielsen Gun Parts, der beskæftiger 10 mand.